# Canaveses
Canaveses es una freguesia portuguesa del concelho de Valpaços, con 12,66 km² de superficie y 303 habitantes (2001). Su densidad de población es de 23,9 hab/km².